# Château de Lignou
Le château de Lignou est une demeure de la toute fin du XVIe siècle qui se dresse sur le territoire de la commune française de Lignou, dans le département de l'Orne, en région Normandie.
Le château est partiellement inscrit aux monuments historiques.

## Localisation
Le château est situé, à 800 m au nord-est de la commune de Lignou, dans le département français de l'Orne.

## Historique
C'est Jacques d'Harcourt, en 1592, qui fit bâtir le corps central et le pavillon sud-ouest du château. Le château ne sera achevé qu'en 1830 par le comte Alexandre de Vaucelles.

## Description
Le château présente des assises de granit et de grès appareillées en bossages à la base. Une légère différence dans la couleur des briques permet de distinguer l'écart de deux siècles.

## Protection aux monuments historiques
Les façades et toitures sont inscrites au titre des monuments historiques par arrêté du 8 mai 1973.